# Hołosków
Hołosków (ukr. Hołoskiw) – wieś na Ukrainie w rejonie kołomyjskim obwodu iwanofrankiwskiego.  
W II Rzeczypospolitej wieś w powiecie tłumackim województwa stanisławowskiego.
W latach 1944–1945 nacjonaliści ukraińscy z OUN-UPA zamordowali tutaj 59 Polaków.
W pobliżu znajduje się stacja kolejowa Hołosków, położona na linii Lwów – Czerniowce.
Miejsce urodzenia Franciszka Karpińskiego, Jana Kijowskiego oraz Jerzego Szpunara. We wsi rośnie 'dąb karpiński'.